# Cassadee Pope
Cassadee Pope, de son nom complet Cassadee Blake Pope, née le 28 août 1989 à West Palm Beach en Floride, est une chanteuse américaine, ayant remporté la troisième saison du télé-crochet américain The Voice.

## Biographie
Après avoir été diplômée de son lycée, elle décide avec un ami de longue date, Mike Gentile (guitariste), avec qui elle a déjà fondé un groupe nommé « Blake », de vivre de la musique. Après avoir passé des auditions pour trouver des musiciens, elle cofonde avec Mike le groupe Hey Monday en 2008. Leur premier album Hold on Tight parait le 9 octobre 2008 sur le label Decaydance de la major Columbia. En 2012, elle remporte la troisième saison de The Voice U.S.A. Le 16 mai 2015, elle interprète The Star-Spangled Banner lors de la All Stars Race de NASCAR Sprint Cup à Charlotte en Caroline du Nord.
Elle a une grande sœur nommée Ashley. Depuis 2010, elle était en couple avec Rian Dawson, le batteur du groupe All Time Low. Le couple a annoncé sa rupture en juillet 2017.

## Participation àThe Voice
| Show                       | Chanson                            | Artiste         | Ordre | Résultat                                                    |
| -------------------------- | ---------------------------------- | --------------- | ----- | ----------------------------------------------------------- |
| Blind Audition             | "Torn"                             | Ednaswap (en)   | 6     | Les 4 fauteuils se sont retournés Pope choisi Blake Shelton |
| Battle Round               | "Not Over You" (v.s. Ryan Jirovec) | Gavin DeGraw    | N/A   | Sauvée par Blake Shelton                                    |
| Knockout Round (Oct. 30th) | "Payphone" (v.s. Suzanna Choffel)  | Maroon 5        | 10    | Sauvée par Blake Shelton                                    |
| Live Playoffs (Nov. 5th)   | "My Happy Ending"                  | Avril Lavigne   | 5     | Sauvée (Votes du Public)                                    |
| Top 12                     | "Behind These Hazel Eyes"          | Kelly Clarkson  | 7     | Sauvée                                                      |
| Top 10                     | "Over You"                         | Miranda Lambert | 9     | Sauvée                                                      |
| Top 8                      | "Are You Happy Now?"               | Michelle Branch | 8     | Sauvée                                                      |
| Top 6                      | "Stand"                            | Rascal Flatts   | 2     | Sauvée                                                      |
| Top 6                      | "I'm With You"                     | Avril Lavigne   | 11    | Sauvée                                                      |
| Top 4 (Semi-Finals)        | "Stupid Boy"                       | Keith Urban     | 3     | Sauvée                                                      |
| Top 3 (Finals)             | "Over You"                         | Miranda Lambert | 2     | Gagnante                                                    |
| Top 3 (Finals)             | "Steve McQueen" (w/ Blake Shelton) | Sheryl Crow     | 6     | Gagnante                                                    |
| Top 3 (Finals)             | "Cry"                              | Faith Hill      | 9     | Gagnante                                                    |

## Tournées
| Tournée            | Participation                                                    | Continent     | Dates                          |
| ------------------ | ---------------------------------------------------------------- | ------------- | ------------------------------ |
| Solo Acoustic Tour | Cassadee Pope Stephen Jerzak Justin Young Darling Parade It Boys | North America | January 27 – February 24, 2012 |

## Discographie

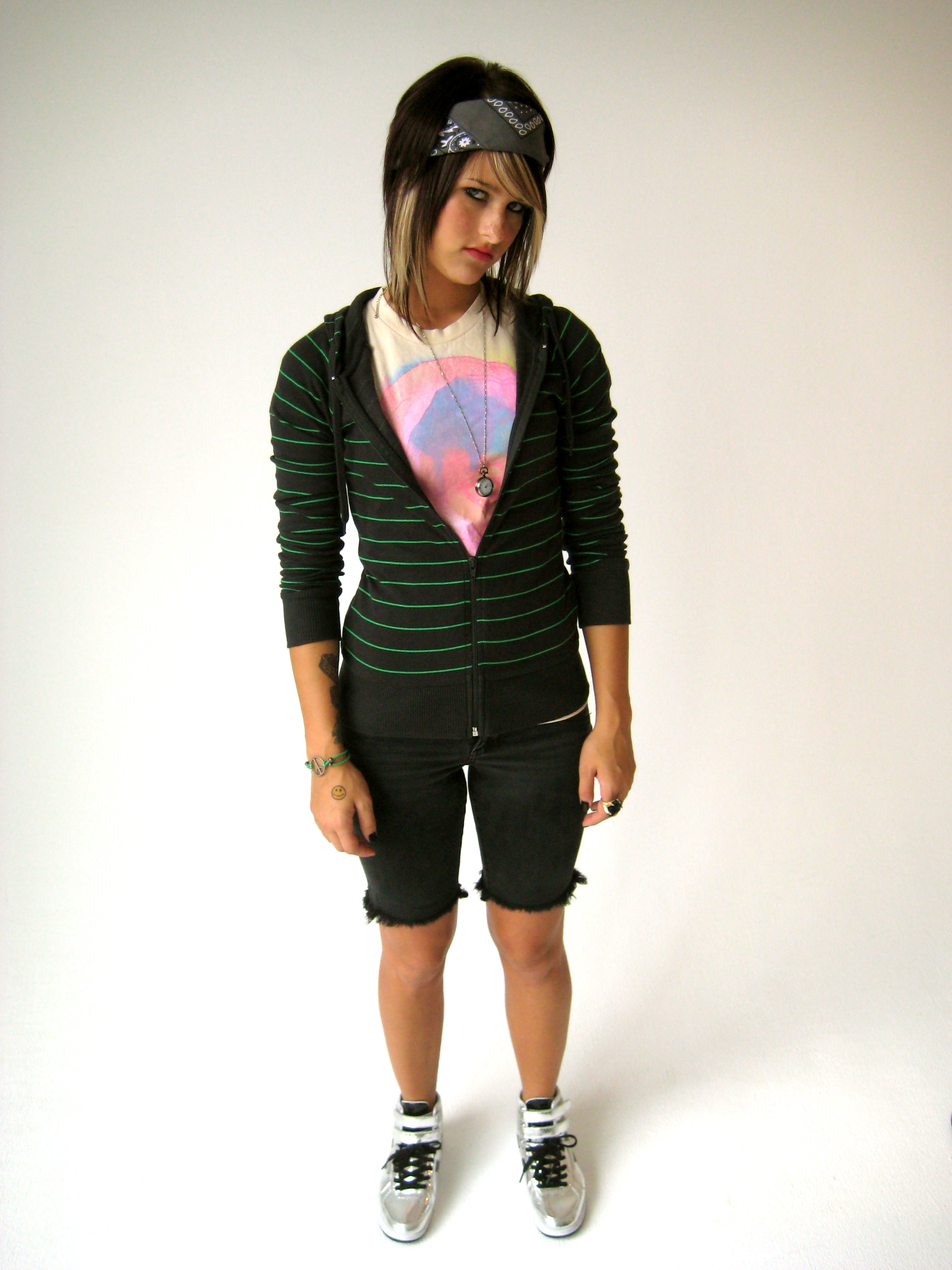
Cassadee Pope le 20 juillet 2008.

### Albums et EPs
Avec le groupe Hey Monday
| Date | Titre            | Label               |
| ---- | ---------------- | ------------------- |
| 2008 | Hold On Tight    | Columbia/Decaydance |
| 2010 | Beneath It All   | Columbia/Decaydance |
| 2011 | Candles - EP     | Columbia/Decaydance |
| 2011 | The Christmas EP | Self-Released       |

Solo
| Date | Titre                                                      | Label                      | Classement US |
| ---- | ---------------------------------------------------------- | -------------------------- | ------------- |
| 2012 | Cassadee Pope EP                                           | Self Released              |               |
| 2012 | The Voice: The Complete Season 3 Collection, Cassadee Pope | Universal Republic Records | 125           |
| 2013 | TBA                                                        | Universal Music Group      |               |

### Singles
| Année                                    | Single                               | Classement | Classement | Classement |
| Année                                    | Single                               | US Country | US         | CAN        |
| ---------------------------------------- | ------------------------------------ | ---------- | ---------- | ---------- |
| 2012                                     | "Over You"                           | 3          | 25         | 15         |
| 2012                                     | "Are You Happy Now?"                 | —          | 95         | 92         |
| 2012                                     | "Stupid Boy"                         | 4          | 40         | 28         |
| 2013                                     | "Cry"                                | 14         | 60         | 53         |
| 2013                                     | "Steve McQueen" (with Blake Shelton) | 42         | —          | —          |
| "—" denotes items which failed to chart. |                                      |            |            |            |

### Apparences

#### Albums
| Parution | Groupe          | Album                                                  | Chanson                                | Maison de disque           |
| -------- | --------------- | ------------------------------------------------------ | -------------------------------------- | -------------------------- |
| 2008     | Various Artists | CitizensFOB Mixtape: Welcome to the New Administration | "Take My Hand Machine Shop Production" | Decaydance                 |
| 2009     | The Cab         | The Lady Luck EP                                       | "Take My Hand (Remix)"                 | Decaydance/Fueled By Ramen |
| 2011     | Vonnegutt       | $FREE.99                                               | "When I Come Around"                   | Purple Ribbon Records      |
| 2011     | Yellowcard      | When You're Through Thinking, Say Yes (Acoustic)       | "Hang You Up"                          | Hopeless Records           |
| 2011     | It Boys!        | Introduction                                           | "Shy"                                  | Hollywood Waste Records    |
| 2012     | I See Stars     | Digital Renegade                                       | "Electric Forest"                      | Sumerian Records           |
| 2012     | Yellowcard      | Southern Air                                           | "Telescope"                            | Hopeless Records           |
| 2012     | All Time Low    | Don't Panic                                            | "So Long, Soldier"                     | Hopeless Records           |
| 2012     | All Time Low    | Don't Panic                                            | "Backseat Serenade"                    | Hopeless Records           |
| 2012     | I See Stars     | The Hardest Mistakes – Single                          | "The Hardest Mistakes"                 | Sumerian Records           |